# Scheßlitz
Scheßlitz är en stad i Landkreis Bamberg i Regierungsbezirk Oberfranken i förbundslandet Bayern i Tyskland.